# Championnat des Bermudes de football 2003-2004
Navigation
Saison précédente Saison suivante
La saison 2003-2004 du Championnat des Bermudes de football est la quarante-et-unième édition de la Premier Division, le championnat de première division aux Bermudes. Les huit formations de l'élite sont réunies au sein d'une poule unique où elles s'affrontent deux fois au cours de la saison. À l'issue du championnat, les deux derniers du classement sont relégués et remplacés par les deux meilleurs clubs de Second Division.
C'est le club de Dandy Town Hornets, qui remporte la compétition cette saison après avoir terminé en tête du classement final, avec un seul point d'avance sur les Devonshire Cougars et six sur Boulevard Blazers. Il s’agit du quatrième titre de champion des Bermudes de l'histoire du club, qui réalise même le doublé en s'imposant en finale de la Coupe des Bermudes face aux Devonshire Cougars.

## Les clubs participants
- Boulevard Blazers
- Dandy Town Hornets
- Southamton Rangers - Promu de Second Division
- North Village Community Club
- Devonshire Cougars
- Devonshire Colts
- Hamilton Parish FC - Promu de Second Division
- Somerset Eagles FC

## Compétition
Le barème de points servant à établir le classement se décompose ainsi :
- Victoire : 3 points
- Match nul : 1 point
- Défaite : 0 point

### Classement
| Rang | Équipe                        | Pts | J  | G | N | P  | Bp | Bc | Diff |
| ---- | ----------------------------- | --- | -- | - | - | -- | -- | -- | ---- |
| 1    | Dandy Town HornetsC           | 31  | 14 | 9 | 4 | 1  | 32 | 12 | +20  |
| 2    | Devonshire Cougars            | 30  | 14 | 9 | 3 | 2  | 36 | 18 | +18  |
| 3    | Boulevard Blazers             | 25  | 14 | 7 | 4 | 3  | 20 | 12 | +8   |
| 4    | Southamton RangersP           | 22  | 14 | 6 | 4 | 4  | 29 | 21 | +8   |
| 5    | North Village Community ClubT | 18  | 14 | 5 | 3 | 6  | 22 | 17 | +5   |
| 6    | Somerset Eagles FC            | 12  | 14 | 3 | 3 | 8  | 15 | 28 | -13  |
| 7    | Devonshire Colts              | 11  | 14 | 3 | 2 | 9  | 16 | 29 | -13  |
| 8    | Hamilton Parish FCP           | 7   | 14 | 2 | 1 | 11 | 16 | 49 | -33  |

|  | Champion des Bermudes 2003-2004                                                         |
|  | Relégation en Second Division                                                           |
|  | T : Tenant du titre C : Vainqueur de la Coupe des Bermudes P : Promu de Second Division |

## Bilan de la saison
| Championnat des Bermudes de football 2003-2004 |                               |
| Champion                                       | Dandy Town Hornets (4e titre) |
| Coupes et trophées                             |                               |
| Vainqueur de la Coupe des Bermudes 2003-2004   | Dandy Town Hornets            |
| Qualifications continentales                   |                               |
| CFU Club Championship 2004                     | Aucun                         |
| Promotions et relégations                      |                               |
| Promus en Premier Division                     | Somerset Cricket Club Trojans |
| Promus en Premier Division                     | PHC Zebras                    |
| Relégués en Second Division                    | Devonshire Colts              |
| Relégués en Second Division                    | Hamilton Parish FC            |